# Женіс (Байзацький район)
Жені́с (каз. Жеңіс) — село у складі Байзацького району Жамбильської області Казахстану. Входить до складу Діханського сільського округу.
У радянські часи село називалося Птицекомбінат участок № 1 або Победа.
Населення — 354 особи (2021; 560 у 2009, 378 у 1999, 474 у 1989).